# Хадсон, Билл (певец)
Уильям Луи Хадсон-младший (англ. William Louis Hudson Jr., родился 17 октября 1949 года) — американский музыкант и актёр, вокалист рок-группы The Hudson Brothers, в которой выступал с младшими братьями Бреттом и Марком. Некоторое время снимался в кино, играя роли второго плана в фильмах «От нуля до шестидесяти» (1978), «Истерик» и «Большие шишки» (1987), а также в одной из серий телесериала «Доктор Дуги Хаузер».

## Ранний период жизни
Хадсон родился и вырос в Портленде, штат Орегон, и был старшим из трех сыновей (Бретт и Марк — два его младших брата), родившихся у Элеоноры (урожденной Салерно) и Уильяма Луи Хадсона. Его мать была американкой итальянского происхождения (дед по материнской линии происходил из Карлентини, провинция Сиракузы, Сицилия, Италия). Он и его братья были племянниками (по браку) актера Кинана Уинна.
Отец Хадсона оставил свою семью, когда ему было шесть лет (известно, что он ходил за пачкой сигарет), и он заявил, что его мать должна была зависеть от социального обеспечения, чтобы содержать своих детей. Он и его братья и сестры были воспитаны в римско-католической вере.

## Карьера

### Другие предприятия
Как актер Хадсон появился в фильме «Большие шишки» (1987) и в трех эпизодах телесериала «Дуги Хаузер, доктор медицины» с 1989 по 1992 год.
Хадсон выпустил свои мемуары «Две версии: другая сторона славы и семьи» в декабре 2011 года.

## Личная жизнь
В 1974 году Хадсон встречался с актрисой Джилл Сент-Джон. Год спустя он познакомился с Голди Хоун, и в 1976 году они поженились. Хадсон подал на развод в 1980 году, и он был оформлен два года спустя. У них двое детей, Оливер Хадсон (1976 г.р.) и Кейт Хадсон (1979 г.р.), которых вырастили Хоун и Курт Рассел. Позже Хадсон обвинил Хоун в «умышленном отчуждении» его от их детей.
Затем у Хадсона были отношения с Эли Макгроу, которые распались к середине 1981 года.
Хадсон женился на Синди Уильямс из Laverne & Shirley в 1982 году, и у них было двое детей, Эмили (1982 г.р.) и Закари (1986 г.р.), прежде чем они развелись в 2000 году.
У него также есть дочь (по имени Лалания), родившаяся в 2006 году от бывшей девушки Кэролайн Грэм.
В 2018 году сын Хадсона, Оливер, сказал Ларри Кингу, что они с отцом снова начали общаться после многолетней разлуки.
Хадсон проводил кампанию в поддержку политика-демократа Майкла Дукакиса на пост президента в 1988 году.

## Фильмография
| Год       | Заголовок                           | Роль                         | Примечания                       |
| --------- | ----------------------------------- | ---------------------------- | -------------------------------- |
| 1978 г.   | От нуля до шестидесяти              | Эдди                         |                                  |
| 1978 г.   | Kiss встречают призрак парка        | Мужчина в будке для поцелуев |                                  |
| 1978 г.   | Миллионер                           | Эдди Рирдон                  | Телевизионный фильм              |
| 1980 г.   | Лодка любви                         | Доктор Луи ДаКоста           | 1 серия                          |
| 1983 г.   | истеричный                          | Фредерик Лансинг / Каспер    |                                  |
| 1986 г.   | Удивительный мир цвета Уолта Диснея | Том Берк                     | Эпизод: «Требуется помощь: дети» |
| 1987      | Большие шишки                       | мистер Докинз                |                                  |
| 1989      | Как семья                           | Том Берк                     | Сериал, 5 серий                  |
| 1989-1992 | Доктор Дуги Хаузер                  | Майкл Пленн                  | 3 серии                          |